# Ubi Nos
Ubi Nos  è un'enciclica di papa Pio IX, pubblicata il 15 maggio 1871, due giorni dopo la pubblicazione della legge delle Guarentigie, con la quale il governo italiano, dopo la presa di Roma, assicurava delle garanzie al pontefice e regolava unilateralmente, i rapporti fra Santa Sede e Regno d'Italia.
Il Papa ricorda la sua situazione personale e quella del suo pontificato, «ridotti sotto un potere ostile». Ribadisce il fermo proposito di mantenere «salvi e integri» i diritti della Santa Sede, e non riconosce assolutamente la legge delle Guarentigie:
- «perché non garantisce il libero ed effettivo esercizio del potere papale, che è conferito direttamente da Dio stesso»
- «e perché ritiene assurdo che un potere e una autorità di origine divina possa ridursi ad una semplice concessione del potere laico».